# 罗宫秘史
《罗宫秘史》（英語：The Prisoner of Zenda）是一部1937年美国黑白冒险片，改编自安东尼·霍普1894年的小说《曾达的囚徒》和1896年小说改编戏剧，由约翰·克伦威尔执导。
阿尔弗雷德·纽曼凭借本片获得他的第一个奥斯卡最佳原创音乐奖提名，莱尔·R·惠勒则获得奥斯卡最佳艺术指导奖提名。1991年，美国国会图书馆将它收录入國家影片登記表。

## 剧情

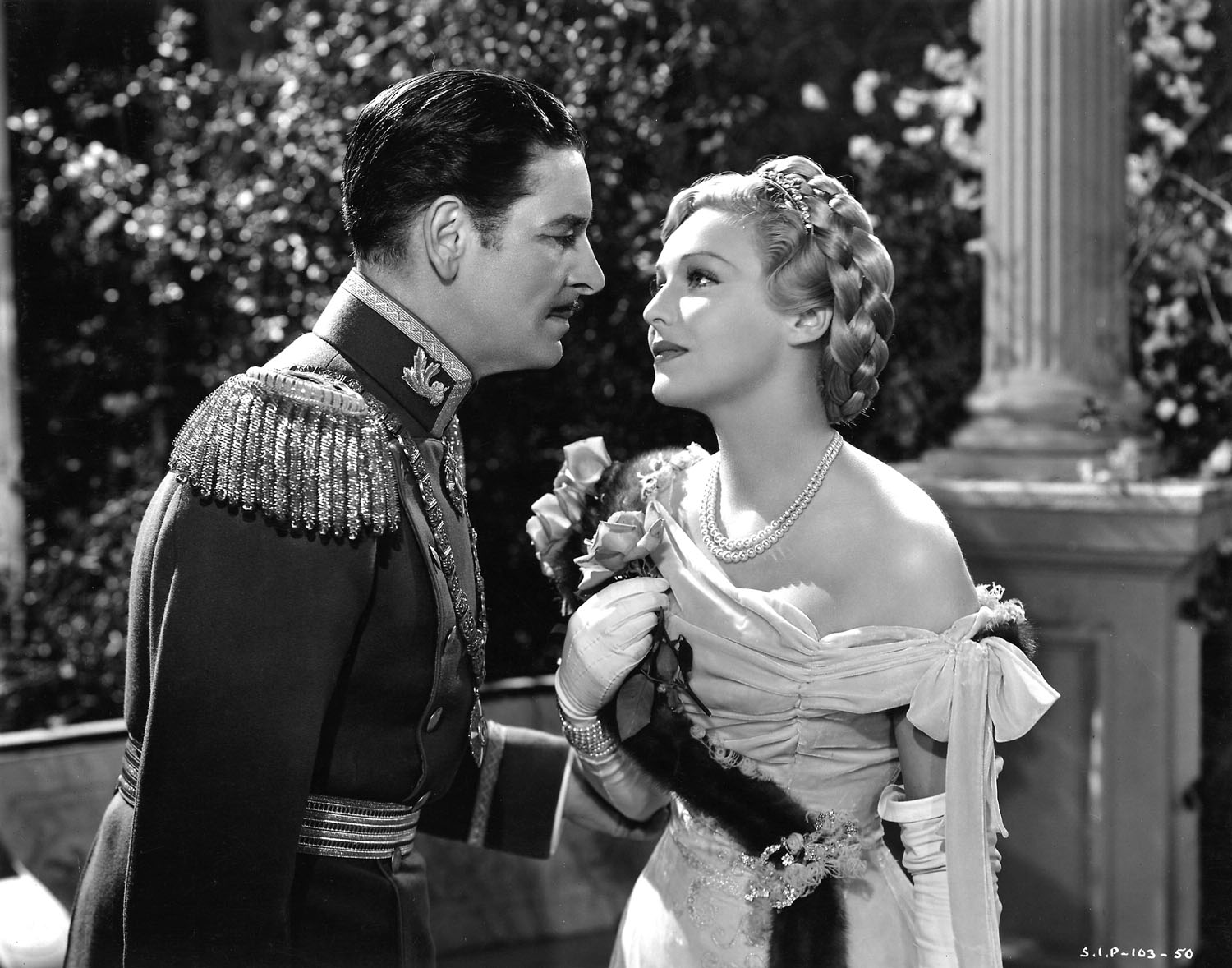
罗纳德·科尔曼和玛德琳·卡罗尔

1897年6月，英国绅士鲁道夫·拉森戴尔（Rudolf Rassendyll）在維也納和布加勒斯特之间的一个小国家钓鱼度假，在那里遇到扎普特上校（Colonel Zapt）和弗里茨·冯·塔伦海姆（Fritz von Tarlenheim）。扎普特把他介绍给即将加冕的鲁道夫五世，两人看起来几乎一模一样。国王也非常喜欢这个英国人。
国王因试图篡位的米迦勒公爵（Duke Michael）在酒里下药而昏睡，无法参加加冕典礼。扎普特决定让鲁道夫假扮国王参加。加冕仪式完成后，国王却遭到公爵的手下亨佐的鲁珀特（Rupert of Hentzau）绑架，拉森戴尔不得不继续冒充国王。
拉森戴尔爱上了国王的未婚妻弗拉维亚公主（Princess Flavia）。公主本来一直讨厌鲁道夫，却发现现在的鲁道夫与以前大不一样，也坠入爱河。国王得救后，拉森戴尔试图说服公主与他一起离开，但被背负着公主责任的对方拒绝。

## 制作
小道格拉斯·费尔班克斯最初想扮演鲁道夫，但其父范朋克告诉他“ 亨佐的鲁珀特可能是有史以来最好的反派之一”。
这部作品是二战前“好莱坞英格兰人最后的盛会之一”。塞尔兹尼克接手这个项目的部分原因是愛德華八世退位，并在电影宣传时蹭了这一事件的热度。
电影拍摄并不顺利。导演约翰·克伦威尔怀疑科尔曼没背下台词。除去克伦威尔外，乔治·丘克、W·S·范戴克也导演了电影中的一些场景。
电影拍摄过开场和尾声两个片段，但没有在正式版本中使用。原本的开场为年迈的鲁道夫·拉森戴尔在紳士俱樂部讲述其冒险经历。片尾是他收到了冯·塔伦海姆的一封信和一朵玫瑰，告诉他弗拉维亚已经去世。

## 后续
1947年，塞尔兹尼克宣布将根据小说《亨佐的鲁珀特》（Rupert of Hentzau）拍摄本作续集，由约瑟夫·科顿主演鲁道夫和国王。但这部电影最终告吹。
电影在1952年采用特藝七彩翻拍。